# Ratliff City (Oklahoma)
Ratliff City es un pueblo ubicado en el condado de Carter, Oklahoma, Estados Unidos. Tiene una población estimada, a mediados de 2021, de 64 habitantes.

## Geografía
La localidad está ubicada en las coordenadas 34°27′9″N 97°31′2″O / 34.45250, -97.51722 (34.452445, -97.517354).

## Demografía
Según la Oficina del Censo, en 2000 los ingresos medios de los hogares de la localidad eran de $23,125 y los ingresos medios de las familias eran de $27,917. Los hombres tenían ingresos medios por $37,083 frente a los $11,250 que percibían las mujeres. Los ingresos per cápita para la localidad eran de $11,080. Alrededor del 17.5% de la población estaba por debajo del umbral de pobreza.
De acuerdo con la estimación 2017-2021 de la Oficina del Censo, los ingresos medios de los hogares de la localidad son de $37,917 y los ingresos medios de las familias son de $36,250. Alrededor del 12.9% de la población está por debajo del umbral de pobreza.